# Whisky a volontà
Whisky a volontà (Whisky Galore!) è un film del 1949 diretto da Alexander Mackendrick, all'esordio nella regia, tratto da un romanzo di Compton Mackenzie, prodotto dagli Ealing Studios.
Ha avuto un seguito nel 1957, Whisky sì, missili no (Rockets Galore), diretto da Michael Relph.

## Trama
Durante la seconda guerra mondiale, nel villaggio di Todday (Isole Ebridi), i demotivati abitanti ritrovano vigore e intraprendenza quando un mercantile naufraga sull'isola con un ingente carico di whisky, di cui gli isolani si impadroniscono malgrado l'opposizione di un capitano inglese preposto alla sorveglianza.

## Riconoscimenti
Nel 1950 il National Board of Review of Motion Pictures l'ha inserito nella lista dei migliori film stranieri dell'anno.
Nel 1999 il British Film Institute l'ha inserito al 24º posto della lista dei migliori cento film britannici del XX secolo.